# Paul Hipp (Schauspieler)
Paul Hipp (* 16. Juli 1963 in Philadelphia, Pennsylvania) ist ein US-amerikanischer Theater- und Filmschauspieler sowie Sänger.

## Leben
Hipp ist in Warminster Township bei Philadelphia aufgewachsen. Mit 17 Jahren zog er nach New York um Schauspiel zu studieren. Während dieser Zeit trat er in Clubs auf, wo er sich teilweise mit einer Gitarre selbst begleitete. Dort wurde eines Abends der Regisseur Abel Ferrara auf Hipp aufmerksam und riet ihm, für seinen Film Krieg in Chinatown vorzusprechen. Hipp setzte sich gegen die weiteren Bewerber durch und erhielt seine erste Filmrolle.
1988 spielte er in Liberace: Behind the Music die anspruchsvolle Rolle des Elvis Presley, 1990 die des Buddy Holly in Nothing Like a Royal Show. In den nächsten Jahren folgten größere Nebenrollen in Spielfilmen und immer wieder Episodenrollen in Fernsehserien. In dem Film Death of a Dog von 2000 war Hipp außerdem für die Produktion und Regie zuständig. Seine langläufigste Rolle war die des Reverend TimTom in der Fernsehserie The Middle, die er von 2010 bis 2018 verkörperte.

## Filmografie
- 1987: Krieg in Chinatown (China Girl)
- 1987: Der Equalizer (The Equalizer) (Fernsehserie, Episode 3x09)
- 1987: 900.000 $ zuviel (Sticky Fingers)
- 1988: Liberace: Behind the Music (Fernsehfilm)
- 1990: Nothing Like a Royal Show (Fernsehfilm)
- 1992: Getrennte Wege (Fathers & Sons)
- 1992: Brennpunkt L.A. – Die Profis sind zurück (Lethal Weapon 3)
- 1992: Bad Lieutenant
- 1992: Cosmo (Bad Channels)
- 1992: Geschichten aus der Gruft (Tales from the Crypt) (Fernsehserie, Episode 4x03)
- 1992: Parker Lewis – Der Coole von der Schule (Parker Lewis Can’t Lose ) (Fernsehserie, Episode 3x05)
- 1993: The Hat Squad (Fernsehserie, Episode 1x08)
- 1993: The Last Shot (Kurzfilm)
- 1993: Boy Meets Girl (Fernsehfilm)
- 1995: Detektiv Hanks (The Cosby Mysteries) (Fernsehserie, Episode 1x18)
- 1996: Nash Bridges (Fernsehserie, Episode 1x06)
- 1996: Das Begräbnis (The Funeral)
- 1997: Pacific Blue – Die Strandpolizei (Pacific Blue) (Fernsehserie, Episode 2x15)
- 1997: Der Mann an sich... (Men Behaving Badly) (Fernsehserie, Episode 1x20)
- 1997: Im Körper des Feindes (Face/Off)
- 1997: Mitternacht im Garten von Gut und Böse (Midnight in the Garden of Good and Evil)
- 1997: Vicious Circles
- 1997: Van Helsing Chronicles (Fernsehfilm)
- 1998: Cleopatra's Second Husband
- 1998: Ein neuer Tag im Paradies (Another Day in Paradise)
- 1998: Fantasy Island (Fernsehserie, Pilotfolge)
- 2000: Waking the Dead
- 2000: More Dogs than Bones – Blutige Millionenjagd (More Dogs Than Bones)
- 2000: The Chippendales Murder (Fernsehfilm)
- 2000: Death of a Dog
- 2001: Cover Me: Based on the True Life of an FBI Family (Fernsehserie, 2 Episoden)
- 2001–2002: Three Sisters (Fernsehserie, 13 Episoden)
- 2002: Teenage Caveman (Fernsehfilm)
- 2002: Emergency Room – Die Notaufnahme (ER) (Fernsehserie, 2 Episoden)
- 2004: Sunset Tuxedo (Kurzfilm)
- 2005: CSI: Miami (Fernsehserie, Episode 3x18)
- 2005: Carnivàle (Fernsehserie, 3 Episoden)
- 2006: Bye Bye Benjamin (Kurzfilm)
- 2006: Scrubs – Die Anfänger (Scrubs) (Fernsehserie, Episode 5x17)
- 2006: Two Tickets to Paradise
- 2006: Hide & Seek (Kurzfilm)
- 2006: CSI: NY (Fernsehserie, Episode 2x22)
- 2006: The Closer (Fernsehserie, Episode 2x09)
- 2006: Without a Trace – Spurlos verschwunden (Without a Trace) (Fernsehserie, Episode 5x05)
- 2007: Women’s Murder Club (Fernsehserie, Episode 1x01)
- 2007: South of Pico
- 2007: Girlfriends (Fernsehserie, Episode 8x07)
- 2007: Manchild (Fernsehfilm)
- 2008: Alles Betty! (Ugly Betty) (Fernsehserie, Episode 2x13)
- 2009: Numbers – Die Logik des Verbrechens (NUMB3RS) (Fernsehserie, Episode 5x11)
- 2010: Terriers (Fernsehserie, 2 Episoden)
- 2010: The Last Godfather
- 2010–2018: The Middle (Fernsehserie, 12 Episoden)
- 2011: 4:44 Last Day on Earth
- 2013: No somos animales
- 2013: Jay and Silent Bob’s Super Groovy Cartoon Movie (Zeichentrickfilm, Sprecherrolle)
- 2013: Burn Notice (Fernsehserie, Episode 7x03)
- 2014: See Dad Run (Fernsehserie, Episode 2x15)
- 2014: Welcome to New York
- 2020: Die Conners (The Conners) (Fernsehserie, 2 Episoden)

## Diskografie
- Blog of War (2008)
- The Remote Distance (2015)
- Sometimes I'm Rudy (2017)